# Nguyễn Mạnh Côn
Nguyễn Mạnh Côn (1920-1979), là nhà văn Việt Nam trước 1975. Ngoài tên thật, ông còn ký bút danh: Nguyễn Kiên Trung, Đằng Vân Hầu.

## Tiểu sử
Nguyễn Mạnh Côn sinh ngày mùng 15 tháng 3 năm Canh Thân (1920) tại Hải Dương, nhưng cư ngụ ở Hà Nội. Thuở nhỏ, ông học ở Hà Nội. Năm 1939, ông cộng tác với báo Đông Pháp, và sau đó (1945) là báo Thống nhất. Có nguồn nói rằng năm 1942-1943, ông cũng từng là sĩ quan trong quân đội Nhật Bản, khi đội quân này đổ bộ vào Bắc Kỳ vào tháng 9 năm 1940.
Năm 1949-1950, Nguyễn Mạnh Côn làm nhân viên Trường võ bị Trần Quốc Tuấn (nay là Trường Đại học Trần Quốc Tuấn, hay còn gọi là Trường Sĩ quan Lục quân 1) ở Sơn Tây.
Năm 1951, ông hồi cư về Hà Nội, rồi đi dạy học tư.
Năm 1954, ông di cư vào Nam làm việc ở Đài phát thanh Sài Gòn. Sau đó, ông còn viết sách và làm Chủ nhiệm kiêm Chủ bút báo Chỉ đạo (1956-1961), Chủ bút báo Văn Hữu, đồng thời cộng tác với các báo, như: Tia sáng, Tin mai...
Sau 30 tháng 4 năm 1975, Nguyễn Mạnh Côn bị chính quyền mới bắt đi học tập cải tạo, và mất ngày 1 tháng 6 năm 1979 khi còn ở trong trại.

## Tác phẩm chính
- Việt Minh, Ngươi Đi Đâu? (1957)
- Đem Tâm Tình Viết Lịch sử (1958)
- Kỳ Hoa Tử (1960)
- Truyện Ba Người Lính Nhảy Dù Lâm Nạn (1960)
- Lạc Đường Vào Lịch sử (1965),
- Con Yêu Con Ghét (1966)
- Mối Tình Màu Hoa Đào (1967)
- Giấc Mơ Của Đá (1968)
- Tình Cao Thượng (1968)
- Đường Nào Lên Thiên Thai? (1969)
- Hòa Bình...Nghĩ Gì...Làm Gì (1969)
- Sống Bằng Sự nghiệp (1969)
- Yêu Anh Vượt Chết (1969)